# بریجونی
بریجونی (به لاتین: Brijuni) یک مجمع‌الجزایر در کرواسی است که در شهرستان ایستریا واقع شده‌است.